# ジジーニョ
ジジーニョ (Zizinho) こと、トマス・ソアレス・ダ・シウヴァ（Tomás Soares da Silva, 1921年9月14日 - 2002年2月8日）は、ブラジル・リオデジャネイロ州ニテロイ出身のサッカー選手。ポジションはフォワード（インサイドライト）。
幼いころのペレにとって最大のアイドルで、彼はジジーニョを「完璧な選手」と評した。

## 経歴
ファンだったアメリカFCの入団テストを受けるが不合格となり、1939年にCRフラメンゴへ入団する。翌年からレギュラーに定着すると、1950年にクラブを離れるまでにリオデジャネイロ州選手権に4回優勝、318試合出場146得点を記録した。バングーACを経て、1957年にサンパウロFCに移籍して同年のサンパウロ州選手権に優勝。1960年に一時期引退してバングーで監督をしていたが、チリのアウダックス・イタリアーノで現役復帰し、1962年に引退した。
ブラジル代表には、1942年1月18日のアルゼンチン戦でデビュー。ブラジルでの地元開催となったFIFAワールドカップ1950年大会では、大会得点王に輝いたセンターフォワードのアデミール、インサイドレフトのジャイールと攻撃陣を形成して、現在のゲームメーカーのような役割を担った。事実上の決勝戦となったウルグアイとの最終戦に敗れ（いわゆるマラカナッソ）、準優勝に甘んじた。
国民から望まれながらも1954年大会、1958年大会のメンバーからは漏れた。後年にはオリンピックブラジル代表で監督を務めた。
引退後はリオデジャネイロ州で地方公務員の職に就いて定年まで働いた。2002年、ニテロイにて心筋梗塞により死去。

## 所属クラブ
- 1939年 - 1950年  CRフラメンゴ
- 1951年 - 1957年  バングーAC
- 1957年 - 1959年  サンパウロFC
- 1959年 - 1960年  ウベラバSC（ポルトガル語版）
- 1961年 - 1962年  アウダックス・イタリアーノ

## 指導歴
- 1960年  バングーAC
- 1965年 - 1966年  バングーAC
- 1967年  CRヴァスコ・ダ・ガマ
- 1972年  CRヴァスコ・ダ・ガマ
- 1975年 - 1976年  オリンピックブラジル代表
- 1980年  バングーAC

## タイトル

### クラブ
CRフラメンゴ
- リオデジャネイロ州選手権 : 1939, 1942, 1943, 1944

サンパウロFC
- サンパウロ州選手権 : 1957

ブラジル代表
- 南米選手権：1949

### 個人
- カンピオナート・カリオカ得点王：1952
- 20世紀世界最優秀選手 47位 (国際サッカー歴史統計連盟 1999)